# Mary Perkins, On Stage
Mary Perkins, On Stage também conhecida como On Stage ou Mary Perkins é uma tira de jornal estadunidense, de autoria de Leonard Starr e distribuída pelo Chicago-Tribune-New York News Syndicate. A tira foi publicada de Fevereiro de 1957 a 9 de setembro de 1979. Traduzida literalmente para "No palco" ou "Na vida artística", a tira foi lançada no Brasil como "Glória" e publicada pelo jornal "O Estado de S. Paulo". 

## Personagens e enredo
Os roteiros de Leonardd Starr mesclavam novela, aventura e humor, ao mesmo tempo que as ilustrações eram bonitas e limpas e com narrativa inovadora. As tiras iniciaram mostrando os bastidores da Broadway e seguiram a carreira da atriz Mary Perkins em Nova Iorque, Hollywood e vários outros cenários internacionais e diferentes locações de filmes. Uma variedade de coadjuvantes apareceram ao lado de Mary, incluindo (a partir de Setembro de 1957) o fotógrafo Pete Fletcher. Os dois se casaram em 13 de dezembro de 1959.
A primeira tira dominical de On Stage apareceu em 10 de fevereiro de 1957. Essa é geralmente considerada a data inaugural da tira, mas em 1970, o pesquisador de quadrinhos Raymond Miller escreveu que podia haver tiras anteriores, semanais ou diárias, como era o costume.

## Prêmios
Leonard Starr venceu o Prêmio da National Cartoonist Society como melhor tira em 1960 e 1963. E o Prêmio Reuben em 1965. A tira chegou ao fim em 1979 quando Starr começou a desenhar as histórias de Annie, a pequena órfã.

## Republicações
A Classic Comics Press anunciou em fevereiro de 2006 um acordo com a Tribune Media Services para publicar uma coleção em ordem cronológica de On Stage. A primeira parte apareceu em junho de 2006, contendo as tiras de 10 de fevereiro de 1957 a 11 de janeiro de 1958. O segundo volume foi lançado no final de 2006, o terceiro em 2007 e o quarto em 2008.